# 深月エミ
深月 エミ（みずき えみ、1981年2月1日 - ）は、スタイルコーポレーションに所属する日本のレースクイーン。
千葉県出身。血液型はO型。

## 人物
- 趣味：ドライブ、アウトドア、音楽鑑賞、マッサージ
- 好きな色：ゴールド、カーキ、ピンク、黒

## 主な活動

### レースクイーン・イメージガール
- スーパー耐久「ingsスーパーレースクイーン」（2007年）[1]
- SUPER GT「ユンケルガール」（2008年）
- A.C.G（オーディオカーギャラリー）ロックフォードイメージガール（2008年）
- INTERSHOW 13th イメージガール（2009年）

### テレビ
- SMAP×SMAP（フジテレビ系）

### 雑誌
- Performance Bike Vol.5表紙（2008年5月）